# Conquête carolingienne de la Marche d'Espagne
Batailles
siège de Narbonne, Roncevaux, siège de Barcelone (800-801)
La conquête carolingienne de la Marche d'Espagne est considéré comme la première étape de la Reconquista, au cours de laquelle plusieurs royaumes chrétiens ont entrepris la conquête de la péninsule Ibérique. La conquête commence en 752 avec le siège de Narbonne qui durera sept ans et se soldera par la victoire des carolingiens.
Cette période fait suite à l'invasion sarrasine du sud de l'Europe qui se soldera par la victoire de Poitiers en 732.

## Campagne de 778
En 777 les gouvernants de la marche supérieure se révoltèrent contre Abd al-Rahman Ier, l’émir omeyyade de Cordoue et s’allièrent à Charlemagne.
La révolte fut toutefois réprimée et prit fin avec la double défaite du siège de Saragosse (778) et de Roncevaux.

## Conquête de Gérone
En 785, les mêmes élites locales qui avaient capitulé devant les omeyyades, libérèrent la ville de Djarunda puis de Gérone.
La conquête de Gérone provoqua plusieurs expéditions musulmanes, parmi lesquelles celle de 793 dirigée par Abd-al-Màlik ibn Abd-al-Wàhid ibn Mughith, pendant laquelle Gérone et Narbonne furent assiégées.

## Guerre civile à la mort d’HichamIer
La mort d’Hicham Ier entraîna une guerre de succession entre son fils Al-Hakam Ier et ses oncles Sulayman et Abd-Allah ibn Abd-ar-Rahman.
En 798, Guillaume de Gellone en profita pour lancer des excursions à Cordoue pour le compte de Louis le Pieux.

## Conquête de Barcelone
En l’an 800, Louis le Pieux entama la conquête de Barcelone.
À l’automne 800, Barcelone est assiégée par des troupes d’Aquitaine, de Bourgogne et d’éléments basques et goths, avec diverses machines de siège. Le 3 avril 801, la famine force les habitants à se rendre. Les Carolingiens en firent la capitale du comté de Barcelone et l’intégrèrent à la Marche d'Espagne. Berà I, fils de Guillaume de Gellone, sera nommé premier comte de la ville.

## Fin de l’expansion
La défaite franque à la bataille de Pancorbo (816) provoqua une révolte des Basques contre les Francs qui établirent Íñigo Arista (mort en 851) comme chef de Pampelune. Cela signa la fin de l'invasion carolingienne.